# Lobogonodes taiwana
Lobogonodes taiwana är en fjärilsart som beskrevs av Alfred Ernest Wileman och South 1917. Lobogonodes taiwana ingår i släktet Lobogonodes och familjen mätare. Inga underarter finns listade i Catalogue of Life.